# صبا حامدی
صبا حامدی (به انگلیسی: Saba Hamedy) یک خبرنگار آمریکایی ایرانی‌تبار و سردبیر بخش خبری در شبکه سی‌ان‌ان است. او پیش از این به عنوان نویسنده خبرنامه The Point و به عنوان خبرنگار خبری اخبار CNN Politics مشغول به کار بود.
او قبلاً در هافپست به عنوان سردبیر خبری مستقر در لس آنجلس کار می‌کرد. او همچنین در Mashable به عنوان خبرنگار سرگرمی مشغول به کار بود.
اولین کار او در لس آنجلس تایمز بودو او در مورد جامعه ایرانی، اخبار ملی و تجارت هالیوود و سرگرمی‌های دیجیتالی، از جمله تلویزیون می‌نوشت. او یک تماشاگر مشتاق تلویزیون و فیلم است.
او سردبیر " روزنامه رایگان روزانه " در دانشگاه بوستون بود. او همچنین کارآموز مجله مسیحیان ساینس مانیتور و جمهوری آریزونا بود.

## تحصیلات
- دبیرستان سانتا مونیکا، دیپلم، ۲۰۰۹
- دانشگاه بوستون، بوستون، ماساچوست، لیسانس روزنامه‌نگاری و لیسانس علوم سیاسی، ۲۰۱۳